# 子蘭
子蘭（しらん、生没年不詳）は、中国戦国時代末期の楚の公子で政治家。懐王の子で姓は羋、氏は熊。諱は不明。字は子蘭。史記においては不賢と評される。

## 経歴
懐王30年（紀元前299年）、秦に連年の戦で敗北続きで楚は劣勢であった。懐王は秦王昭襄王から武関（現在の陝西省商洛市丹鳳県）に招かれ会談するため秦に赴こうとした。公族の屈原や昭雎と言った高官はかつて秦が約束を破った事を持ち出し、信用ならないと猛反対したが親秦派だった子蘭は懐王に入秦を勧め、懐王はその言葉に従い入秦したところ、囚われて抑留される事となり、頃襄王2年（紀元前297年）に一度逃亡したものの結局捕まり頃襄王3年（紀元前296年）に秦で亡くなった。
懐王が秦で抑留されると、子蘭の兄である公子横が人質となっていた斉から帰還し、頃襄王として即位した。子蘭はその令尹（宰相）として就任し、その後上官大夫の靳尚の誣告を用いて屈原を左遷した。
頃襄王7年（紀元前292年）、かつて懐王が子蘭の勧めで入秦した後、楚に返されなかった事を理由に子蘭は兄から令尹を罷免され、その後病死した。